# Logan (Utah)
Logan város az USA Utah államában, Cache megyében, melynek megyeszékhelye is. Lakosainak száma 52 778 fő (2020. április 1.).

## Népesség
A település népességének változása:
| Lakosok száma | 1757 | 48 174 | 52 778 |
|               | 1870 | 2010   | 2020   |